# Чернятин (Широковский сельсовет)
Чернятин (бел. Чарняцін) — посёлок в Широковском сельсовете Буда-Кошелёвского района Гомельской области Белоруссии.

## География

### Расположение
В 23 км на юго-восток от районного центра и железнодорожной станции Буда-Кошелёвская (на линии Жлобин — Гомель), 28 км от Гомеля.

### Гидрография
На юге мелиоративный канал.

## Транспортная сеть
Транспортные связи по просёлочной дороге, затем по шоссе Довск — Гомель. Застройка деревянная усадебного типа.

## История
Основан в начале XX века переселенцами с соседних деревень. В 1926 году в Михалёвском сельсовете Уваровичского района Гомельского округа. В 1929 году жители вступили в колхоз. В 1959 году в составе совхоза «Коминтерн» (центр — деревня Широкое).

## Население

### Численность
- 2018 год — 0 хозяйств, 0 жителей.

### Динамика
- 1926 год — 22 двора, 111 жителей.
- 1959 год — 86 жителей (согласно переписи).
- 2004 год — 1 хозяйство, 2 жителя.